# Ciclopentolato
Il ciclopentolato è un farmaco midriatico e cicloplegico utilizzato per effettuare l'esame del fondo oculare. Viene inoltre utilizzato come sostituto dell'atropina per antagonizzare gli effetti muscarinici e quelli sul sistema nervoso centrale dei farmaci acetilcolinomimetici.